# Lepus tibetanus
Lepus tibetanus és una espècie de llebre que viu a l'Afganistan, la Xina, Mongòlia i el Pakistan. Els seus hàbitats naturals són els herbassars i matollars desèrtics, semidesèrtics i d'estepa. Es desconeix si hi ha cap amenaça significativa per a la supervivència d'aquesta espècie.